# Constituição Francesa de 1791
A Constituição Francesa de 1791 foi a primeira lei maior da França, resultado direto da Revolução Francesa de 1789 e incorpora a Declaração dos Direitos do Homem e do Cidadão, dentro do princípio constitucionalista de se impor limites ao poder real, dando origem, assim, à Monarquia Constitucional Francesa (1791-1792). A nova carta, de forte inspiração na Constituição dos Estados Unidos, transformou o "Rei da França" em "Rei dos Franceses". 

## Preâmbulo: a Declaração dos Direitos do Homem

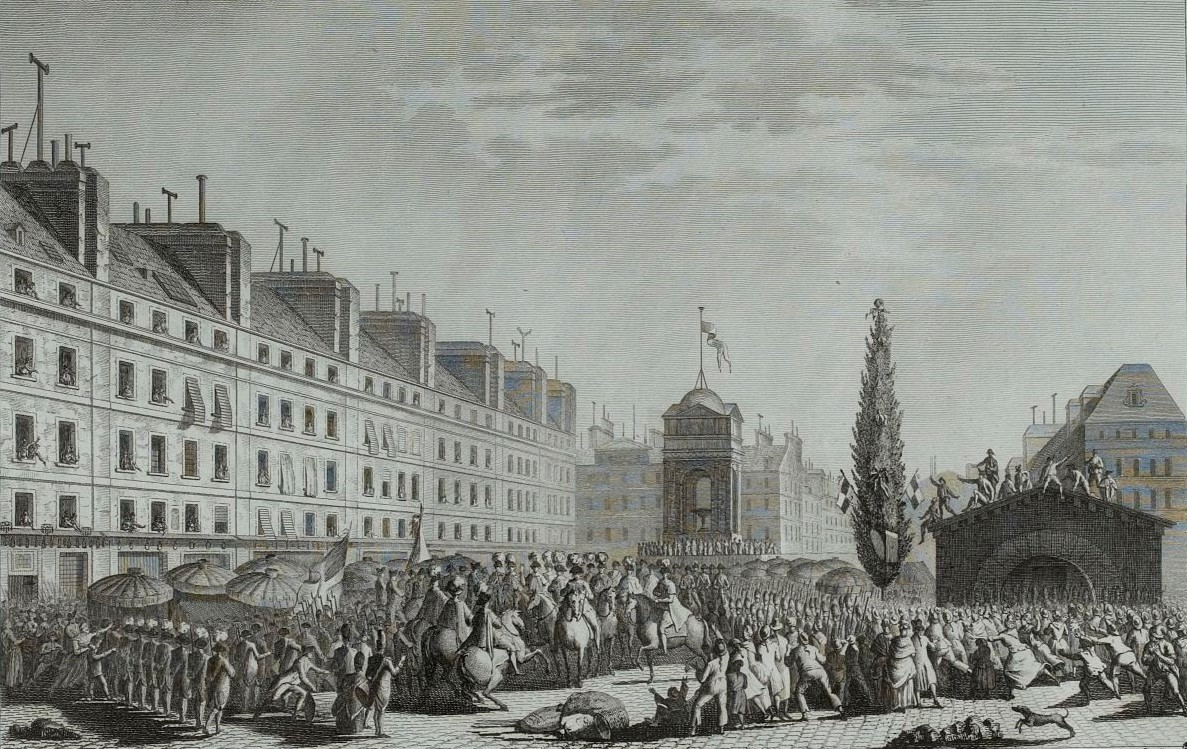
Proclamação da Constituição na praça do mercado, 14 de setembro de 1791, (Museu da Revolução Francesa).

Fruto da divergência de amplitude da declaração de direitos entre as correntes que se embatiam na Assembleia desde sua instalação em 1789, se universal (para todos) ou apenas para os cidadãos, é que o título da declaração dos direitos se dispôs como sendo "do homem e do cidadão"; isto decorre que todas as pessoas (independente de sexo, naturalidade, religião, etc.) são titulares de direitos fixados na lei, ideia esta decorrente da linha de pensamento naturalista, mas apenas os cidadãos (ou nacionais) possuem direitos políticos — uma concepção de cidadania que veio a influenciar o sistema político de outros países.
A declaração foi a responsável por institucionalizar o chamado Estado de direito, segundo o qual todos são iguais perante a lei, e esta deve ser fruto da vontade de representantes para tal eleitos, como tal disposto no seu item 16 — bem como a separação dos poderes preconizada por Montesquieu.
As congregações religiosas também foram afetadas, pois, de acordo com a Constituição, a lei "não reconhece mais os votos religiosos".

## Principais dispositivos

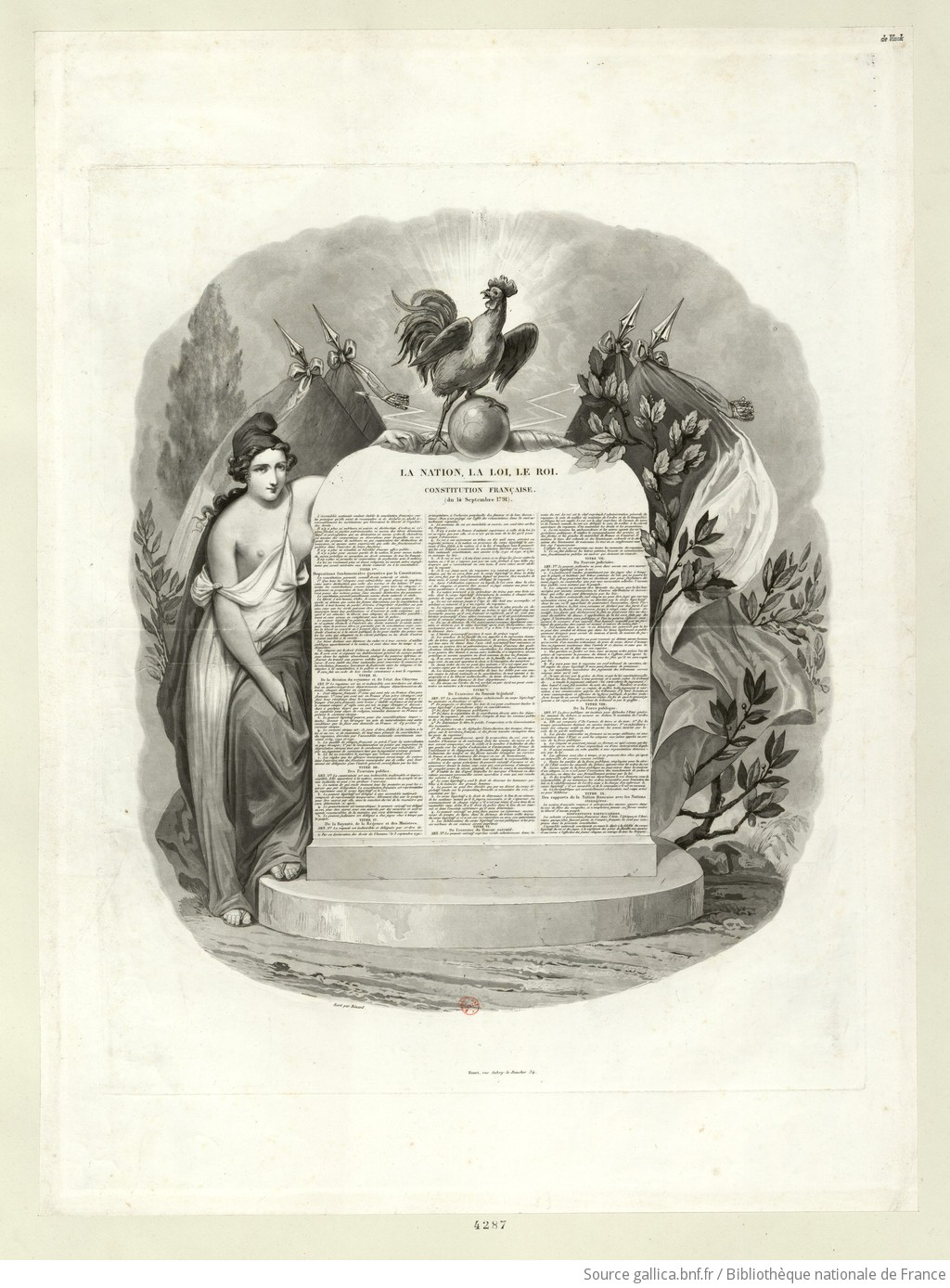
Alegoria da Constituição Francesa de 1791, em que se vê as figuras da Liberdade, da Árvore da Liberdade e do Galo Gaulês.

A Carta estabeleceu, no seu artigo quinto, a submissão do clero à autoridade civil; desta forma, os padres eram obrigados a prestar um juramento civil de fidelidade, que já vinha sendo imposto desde o ano anterior à sua promulgação.
No quanto diz respeito à representação política, a nova Constituição resolveu o problema da representação eleitoral: antes havia o debate sobre quais os limites do mandato pelo eleito, se este falava em nome próprio ou em nome daqueles que o haviam escolhido; pela Carta de 1791, chegou-se à solução de que os eleitos falavam em nome da "Nação" — que descrevia com a inicial maiúscula — rejeitando a proposta dos jacobinos de limitar os poderes e de admitir a revogação dos mandatos pelos constituintes; isto abriu uma clara distinção entre o mandato civil e o político.
O poder político, assim, foi delimitado para apenas aqueles que fossem considerados juridicamente capazes; estes eram os que poderiam exercer as funções públicas. A escolha para os integrantes do Poder Legislativo se dava de forma indireta, ou seja, em duas instâncias eleitorais; criou-se, assim, a chamada "cidadania ativa", em que apenas alguns possuíam direitos políticos (tanto para votar quanto para ser votado).
Uma de suas inovações foi a transformação do casamento, feita em seu artigo sétimo, num contrato civil como outro qualquer e, portanto, sujeito a alterações — o que permitiu um ano depois (a 30 de agosto de 1792) fosse expedido um decreto disciplinando o divórcio, uma das principais reivindicações das mulheres que participaram do movimento e viram seus anseios de cidadania frustrados com a nova lei maior.
A pessoa perderia a cidadania francesa caso fosse filiada a qualquer ordem estrangeira de cavalaria, ou a qualquer corporação estrangeira que implique provas de nobreza ou distinções de nascimento, ou que exija votos religiosos.
Pode ser considerada uma constituição laica e anticlerical, também cesaropapista, pois "a bolsa de ministros da religião católica, aposentada, mantida em cargo, eleita ou nomeada em virtude de decretos da Assembléia Nacional Constituinte, constitui parte da dívida nacional" e dava competências ao Estado Francês que eram próprias do Papa.

## Influências
Várias constituições do século XIX tiveram por base a lei maior francesa, como a Constituição Brasileira de 1824, por exemplo. Este também foi o caso da "cidadania ativa".